# La mia versione dei ricordi
La mia versione dei ricordi è un singolo del cantante italiano Francesco Gabbani, pubblicato il 24 novembre 2017 come quarto estratto dal terzo album in studio Magellano.

## Video musicale
Il videoclip, pubblicato in concomitanza con il lancio del singolo attraverso il canale YouTube del cantante, è stato diretto da Tiziano Russo e girato tra San Cassiano e Armentarola ed è un omaggio a quello del singolo Last Christmas dei Wham!.

## Tracce
Download digitale
1. La mia versione dei ricordi – 3:23

Download 7"
- Lato A

1. La mia versione dei ricordi – 3:23

- Lato B

1. La mia versione dei ricordi (Instrumental Version) – 3:23

## Formazione
Musicisti
- Francesco Gabbani – voce, chitarra elettrica e acustica, tastiera, programmazione, basso, arrangiamento, cori
- Luca Chiaravalli – pianoforte, tastiera, programmazione, arrangiamento
- Filippo Gabbani – batteria, tastiera, programmazione, arrangiamento, cori
- Fabio Ilacqua – arrangiamento, tastiera, programmazione, cori
- Fabio Barnaba – arrangiamento strumenti ad arco, programmazione strumenti ad arco aggiuntivi
- Serafino Tedesi – violino
- Marco Righi – violoncello

Produzione
- Luca Chiaravalli – produzione, registrazione, missaggio
- Alex Trecarichi – registrazione, missaggio
- Emiliano Bassi – registrazione aggiuntiva
- Antonio Baglio – mastering

## Classifiche
| Classifica (2018) | Posizione massima |
| ----------------- | ----------------- |
| Italia            | 82                |